# Ramses X
Ramses X is de negende Farao uit de 20e dynastie van Egypte (Nieuwe Rijk) en regeerde (ca.) 1112 - 1100 v.Chr. Hij volgde Ramses IX op en werd opgevolgd door Ramses XI.
Zijn graf bevindt zich in Vallei der koningen in Graf DK 18. 